# Belisario Agulla

a Compétitions nationales et continentales officielles uniquement.

b Matchs officiels uniquement.
Dernière mise à jour le 17 janvier 2024.
Belisario Agulla, né le 20 mai 1988 à Buenos Aires, est un joueur international argentin de rugby à XV évoluant au poste d'ailier. Il est le frère cadet de Horacio Agulla évoluant également au poste d'ailier.

## Carrière de joueur

### En équipe nationale
Il fait son premier match international avec l'équipe d'Argentine le 20 mai 2009 contre l'Équipe du Chili.

## Statistiques en équipe nationale
- 9 sélections
- 25 points (5 essais)
- sélections par année : 2 en 2010, 2 en 2011, 2 en 2012 et 3 en 2013